# 広泉駅
広泉駅（クァンチョンえき、朝鮮語: 광천역）は、朝鮮民主主義人民共和国咸鏡南道端川市にある駅で、クムゴル線に属する。 

## 隣の駅
クムゴル線
畓洞駅 - 広泉駅 - 東徳駅